# 薩烏德·本·阿卜杜勒拉赫曼體育場
薩烏德·本·阿卜杜勒拉赫曼體育場 (阿拉伯语：‎)，也稱為艾華卡拉體育俱樂部體育場，是一座位於卡達沃克拉的綜合體育場。主要用於足球賽事。它是艾華卡拉體育俱樂部的主場，可以容納12,000人。